# Musique de danse
 (octobre 2017).
Si vous disposez d'ouvrages ou d'articles de référence ou si vous connaissez des sites web de qualité traitant du thème abordé ici, merci de compléter l'article en donnant les références utiles à sa vérifiabilité et en les liant à la section « Notes et références ».
Ne doit pas être confondu avec les genres de musique dance (electronic dance music).

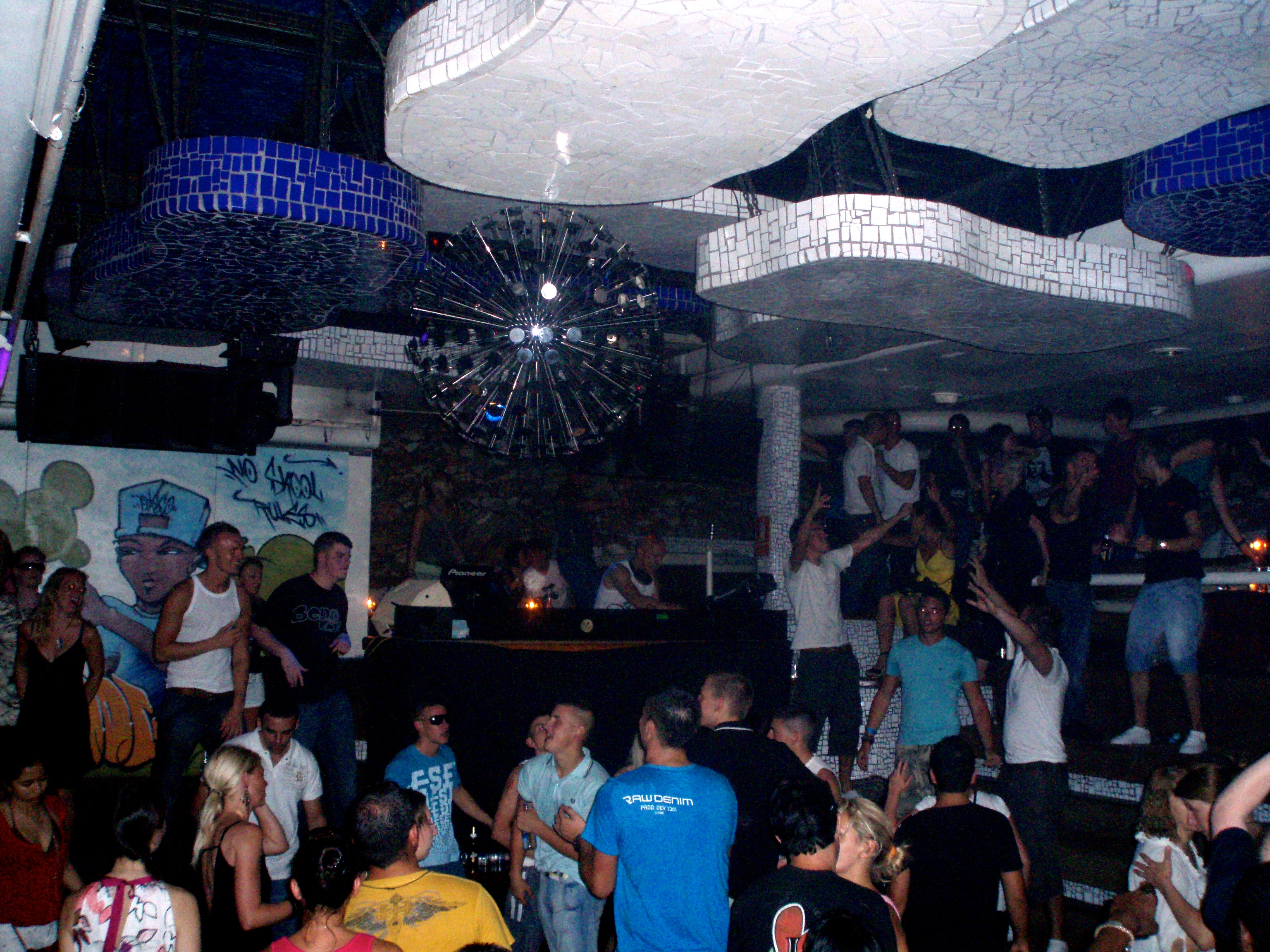

La musique de danse regroupe les genres musicaux associés d'une manière ou d'une autre à une pratique de danse, qu'elle soit festive, artistique ou spirituelle.
Elle regroupe des genres musicaux et des types de musique très divers. Elle peut se retrouver dans les types de musique suivants : la musique légère, la musique traditionnelle, la musique classique, la musique populaire ou la musique savante. De plus, elle se retrouve dans toutes les cultures. 
Ainsi, la valse, la musique disco ou techno sont toutes des musiques de danse, destinées à la danse lors de festivités, que ce soit en boîte de nuit ou autre, bien qu'elles proviennent de type de musique très divers. 
Les musiques japonaises de kabuki et de nô sont, elles, destinées à accompagner des pièces de théâtre et de danse du même nom.